# ریو لوسیو (نیومکزیکو)
ریو لوسیو (به انگلیسی: Rio Lucio) یک منطقهٔ مسکونی در ایالات متحده آمریکا است که در شهرستان تائوس، نیومکزیکو واقع شده‌است. ریو لوسیو ۲٫۸ کیلومتر مربع مساحت و ۳۷۹ نفر جمعیت دارد و ۲٬۲۱۰ متر بالاتر از سطح دریا واقع شده‌است.